# Gorica (Sukošan)
Gorica es una localidad de Croacia en el ejido del municipio de Sukošan, condado de Zadar.

## Geografía
Se encuentra a una altitud de 58 m s. n. m. a 297 km de la capital nacional, Zagreb.

## Demografía
En el censo 2011 el total de población de la localidad fue de 671 habitantes.
| Gráfica de población de Gorica 1857-2011                            |
|                                                                     |
| Según los censos de población de la oficina estadística de Croacia. |